# 앨리슨 톨먼
앨리슨 톨먼(Allison Tolman, 1981년 11월 18일 ~ )은 미국의 배우이다.

## 출연 작품
- 라스트 시프트(영어판) (2020)
- 바라쿠다 (2017)
- 다운워드 도그 (2017)
- 더 하우스 (2017)
- 킬링 군터 (2017)
- 크람푸스 (2015)
- 애딕티드 투 프레스노 (2015)
- 더 기프트 (2015) - 루시 역
- 헬로 레이디스: 더 무비 (2014)